# Donny Robinson
Donny Robinson (Napa, 17 juni 1983) is een Amerikaans BMX'er die uitkwam op het BMX-onderdeel op de Olympische Zomerspelen 2008. Hij won daar de bronzen medaille en werd daarmee de allereerste bronzen medaillist op het olympische BMX-onderdeel.

## Olympische medailles
Olympische Zomerspelen 2008
- - BMX